# ميغيل إنريكيز

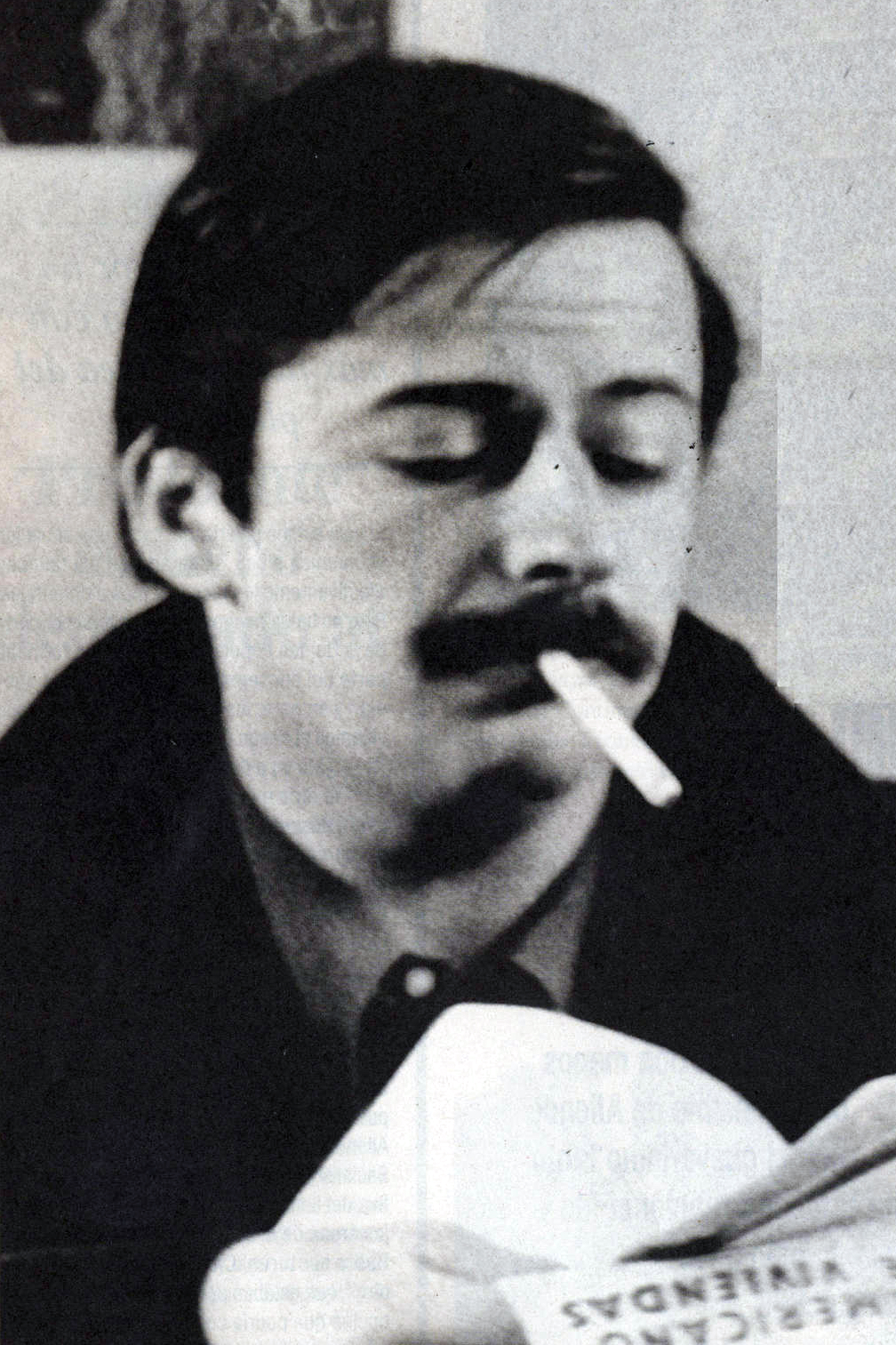

ميغيل إنريكيز (بالإسبانية: Miguel Enríquez)‏ هو طبيب وسياسي تشيلي، ولد في 27 مارس 1944 في تالكاهوانو في تشيلي، وتوفي في 5 أكتوبر 1974 في سانتياغو في تشيلي. حزبياً، نشط في الحركة اليسارية الثورية.

## روابط خارجية
- ميغيل إنريكيز على موقع مونزينجر (الألمانية)